# Noodles & Company
Noodles & Company (в переводе с англ. — «Лапша и компания») — сеть ресторанов быстрого питания, основанная в 1995 году и имеющая штаб-квартиру в Колорадо, США.
В меню ресторанов сети часто входят различные блюда из лапши, супы, салаты и паста. Практически все рестораны сети специализируются на продаже макаронных изделий.
В 1996 году, через год после основания сети, выручка ресторанов составила 300 тысяч долларов, а позже, уже в 2013 году — 3 миллиона долларов. По данным на декабрь 2016 года число ресторанов сети Noodles & Company составило 510.

## Меню блюд

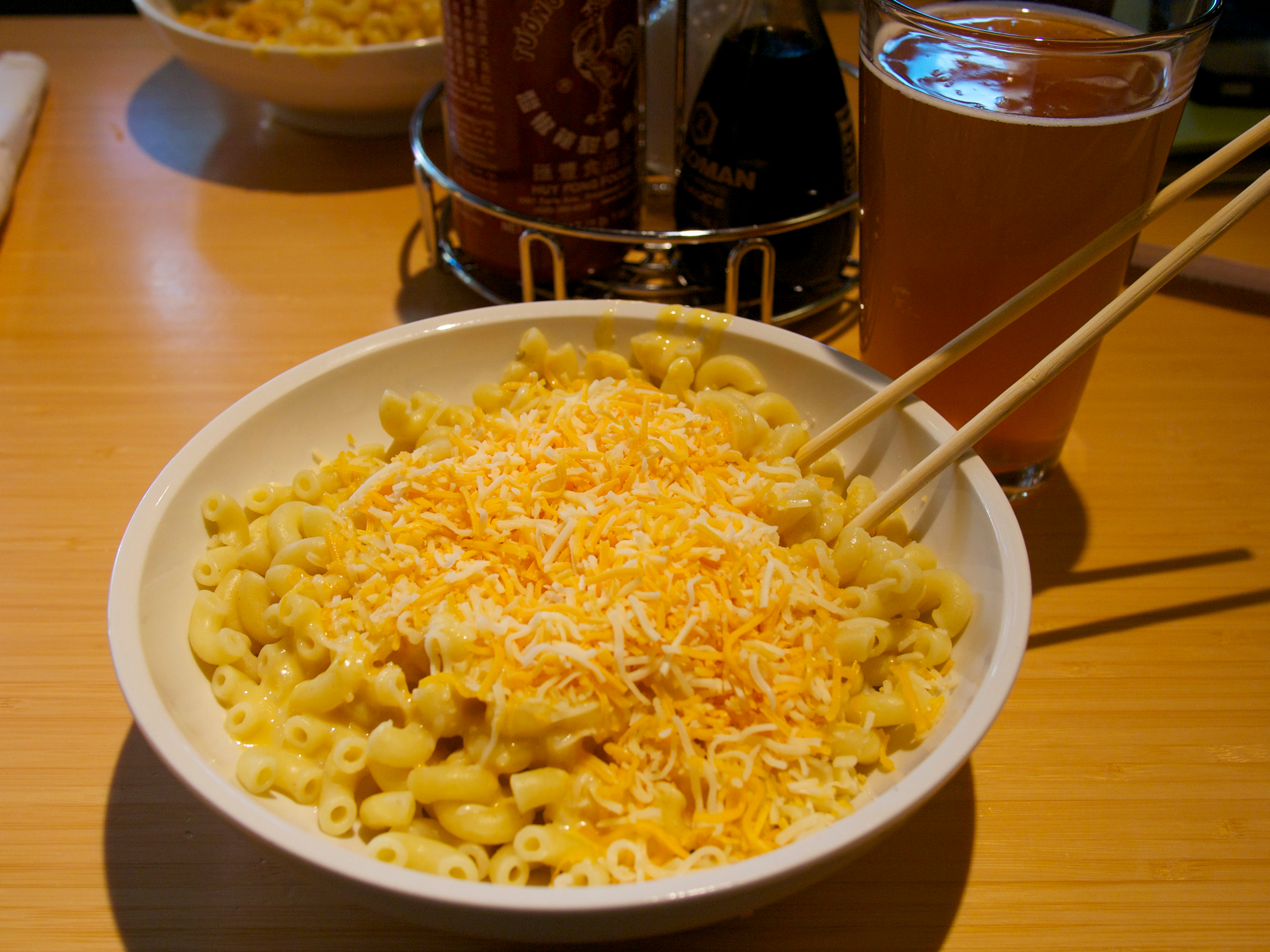
Пример продукции компании

Самыми главными блюдами в сети ресторанов Noodles & Company, непосредственно, являются макаронные изделия. Однако в меню ресторанов сети можно встретить и тофу, говядину, креветки и прочие продукты.
В 2015 году сетью ресторанов были выпущены детские блюда из лапши.